# Fritz Vilmar
Fritz Vilmar (* 28. Juli 1929 in Insterburg, Ostpreußen; † 20. November 2015 in Berlin) war ein deutscher Hochschullehrer. Er lehrte Politikwissenschaft und Soziologie am Otto-Suhr-Institut der Freien Universität Berlin.

## Leben
Nach seinem Soziologiestudium war er in der politischen Erwachsenenbildung tätig. In den Jahren 1959 bis 1970 war er Referent in der Abteilung Bildungsarbeit beim Vorstand der IG Metall. Er war einer der Mitbegründer der „Kritischen Friedensforschung“, unter anderem durch seine Bücher Rüstung und Abrüstung im Spätkapitalismus (1965) und Sozialistische Friedenspolitik für Europa (1972). In diesen Jahren war er auch im Verband der Kriegsdienstverweigerer (VK) aktiv. In den dort Mitte der 1960er Jahre geführten Diskussionen um die Gründung einer neuen Partei links der SPD trat er als vehementer Gegner einer solchen Parteigründung auf und verlangte stattdessen „eine scharf profilierte innerparteiliche Opposition in der SPD zu organisieren, man solle nicht schon wieder spalten, sondern endlich die Partei reformieren“. Im Frühjahr 1969 war er einer der Initiatoren der innerhalb des VK entstandenen Gruppe demokratischer Kriegsdienstverweigerer im VK (GDK), der es in den damaligen Auseinandersetzungen darum gegangen sei, „den VK ‚mit eiserner Konsequenz auf die geistig-politischen Grundlagen der Satzung‘ zurückzubringen. Es gelte der WRI-Erklärung im VK wieder Geltung zu verschaffen, niemand dürfe mehr Mitglied des Verbandes sein, der sich nur unter bestimmten Umständen gegen Krieg ausspreche und ihn gleichzeitig z. B. in Vietnam und Südamerika verherrliche“.
Seit den 1970er Jahren konzentrierte er seine Arbeit auf die Theorie reformtheoretisch fundierter „humaner Alternativen“ zu den herrschenden Wirtschafts- und Gesellschaftsstrukturen. Vilmar wollte die Aktivierung der Basis im Betrieb fördern und forderte die Mitbestimmung am Arbeitsplatz. Gegen die Theorien von Vilmar gab es Widerstand von Arbeitsdirektoren, weil durch Schulungen bei den Vertrauensleuten zu hohe Erwartungen geweckt würden.
Vilmar war seit 1975 Professor für Politikwissenschaft an der FU Berlin. Gegen linken Dogmatismus gründete er 1976 mit Gleichgesinnten die „Hochschulinitiative Demokratischer Sozialismus“.
Ab 1977 war Vilmar Mitglied der Grundwertekommission der SPD. Aus dieser Funktion wurde er 1984 wegen des Bekenntnisses zu den Grünen abgewählt. Seit 1983 war er Vorsitzender beziehungsweise Vorstandsmitglied des „Arbeitskreises Atomwaffenfreies Europa“.
1986/87 hielt sich Vilmar vier Monate als Forscher – nach langjährigen Kibbuzstudien – und „volunteer“ im Kibbuz Hasorea auf. Daraus entstand das zusammen mit Walter B. Godenschweger verfasste Buch Die rettende Kraft der Utopie. Deutsche Juden gründen den Kibbuz Hasorea.
Im Jahr 1990 gehörte Vilmar zu den Initiatoren der „Ökologischen Lebens- und Arbeitsgemeinschaft“ (ÖkoLeA), die seit 1993 in Klosterdorf bei Strausberg ein kibbuzähnliches Kommuneprojekt aufgebaut hatte. Später war Vilmar Mitglied im Wissenschaftlichen Beirat von Attac Deutschland.
Weggefährten und Schüler veröffentlichten 1994 die Festschrift Mut zur Utopie.
Am 15. November 2003 verließ Vilmar nach 52-jähriger Mitgliedschaft die SPD wegen einer seiner Meinung nach „kapitalistischen Anpassungspolitik“ unter Gerhard Schröder.

## Schriften (Auswahl)
- Strategien der Demokratisierung. 2 Bände. Luchterhand, Darmstadt u. a. 1973, (Zugleich: Hannover, Technische Universität, Dissertation, 1974).
  - Band 1: Theorie der Praxis (= Sammlung Luchterhand. 53). ISBN 3-472-61053-0.
  - Band 2: Modelle und Kämpfe der Praxis (= Sammlung Luchterhand. 115). ISBN 3-472-61115-4.
- als Herausgeber: Menschenwürde im Betrieb. 2 Bände. Rowohlt, Reinbek bei Hamburg 1973–1975.
  - Band 1: Modelle der Humanisierung und Demokratisierung der industriellen Arbeitswelt (= rororo 1604 rororo aktuell). 1973, ISBN 3-499-11604-9.
  - Band 2: Industrielle Demokratie in Westeuropa (= rororo 1711 rororo aktuell). 1975, ISBN 3-499-11711-8.
- mit Karl-Otto Sattler: Wirtschaftsdemokratie und Humanisierung der Arbeit. Systematische Integration der wichtigsten Konzepte Europäische Verlagsanstalt, Köln (u. a. 1978), ISBN 3-434-45071-8.
- mit Leo Kißler: Arbeitswelt. Grundriß einer kritischen Soziologie der Arbeit (= UTB 1167). Leske + Budrich, Opladen 1982, ISBN 3-8100-0400-6.
- mit Thomas Kutsch: Arbeitszeitverkürzung – ein Weg zur Vollbeschäftigung? Westdeutscher Verlag, Opladen 1983, ISBN 3-531-11587-1.
- mit Klaus J. Scherer: Ökosozialismus? Rot-grüne Bündnispolitik. Verlag Europäische Perspektiven, Berlin 1985, ISBN 3-89025-025-4.
- mit Brigitte Runge: Auf dem Weg zur Selbsthilfegesellschaft? 40.000 Selbsthilfegruppen: Gesamtüberblick, politische Theorie und Handlungsvorschläge. Klartext, Essen 1986, ISBN 3-88474-415-1 (Auch als: Handbuch Selbsthilfe. Gruppenberichte. 900 Adressen. Gesellschaftliche Perspektiven. Überarbeitete und wesentlich erweiterte Neuauflage. Zweitausendeins, Frankfurt am Main 1988).
- mit Walter B. Godenschweger: Die rettende Kraft der Utopie. Deutsche Juden gründen den Kibbuz Hasorea. Luchterhand, Frankfurt am Main 1990, ISBN 3-630-86733-2.

Seit 1991 koordinierte er die „Forschungsgruppe Kritische Analyse der Vereinigungspolitik“; deren Arbeitsergebnisse:
- als Herausgeber mit Wolfgang Dümcke: Kolonialisierung der DDR. Kritische Analysen und Alternativen des Einigungsprozesses (= Agenda-Zeitlupe. 7).  Agenda-Verlag, Münster 1995, ISBN 3-929440-67-9.
- mit Gislaine Guittard: La face cachée de l’unification allemande. Les Éditions de l’Atelier, Paris 1999, ISBN 2-7082-3462-5.
- als Herausgeber: Zehn Jahre Vereinigungspolitik. Kritische Bilanz und humane Alternativen (= Reihe kritische Analysen zur Vereinigungspolitik. Bd. 1). Trafo-Verlag, Berlin 2000, ISBN 3-89626-221-1.
- als Herausgeber mit Stefan Bollinger: Die DDR war anders. Kritische Würdigung ihrer wichtigen sozialkulturellen Einrichtungen. 2 Bände. 2002.[13]
  - Hauptband. Edition Ost im Verlag Das Neue Berlin, Berlin 2002, ISBN 3-360-01036-1.
  - Ergänzungsband. Forschungsgruppe Kritische Analyse der Vereinigungspolitik am Institut für Politikwissenschaft der FU Berlin, Berlin 2002, ISBN 3-929532-29-8.